# Кантон Бонда (Бјела)
Кантон Бонда је насеље у Италији у округу Бијела, региону Пијемонт.
Према процени из 2011. у насељу је живело 51 становника. Насеље се налази на надморској висини од 188 м.